# Аса Гевара
Аса Гевара (англ. Asa Guevara; нар. 20 грудня 1995) — тринідадський легкоатлет, який спеціалізується в бігу на короткі дистанції.

## Спортивні досягнення
Переможець Світових естафет ІААФ в естафетному бігу 4×400 метрів (2019).
Бронзовий призер чемпіонату світу серед юніорів в естафетному бігу 4×400 метрів (2012).
Чемпіон Ігор Співдружності в естафетному бігу 4×400 метрів (2022).